# 칭위안루역
칭위안루역(중국어: 清源路站)은 중국 베이징시 다싱구 황춘 지구 칭위안 가도와 싱펑 가도와의 경계인 싱화 대가, 칭위안로 교차로에 위치한 베이징 지하철 다싱선의 지하철역이다.

## 위치
칭위안루역은 싱화 대가(兴华大街), 칭위안로(清源路)가 만나는 지점에 위치한다.

## 역 구조

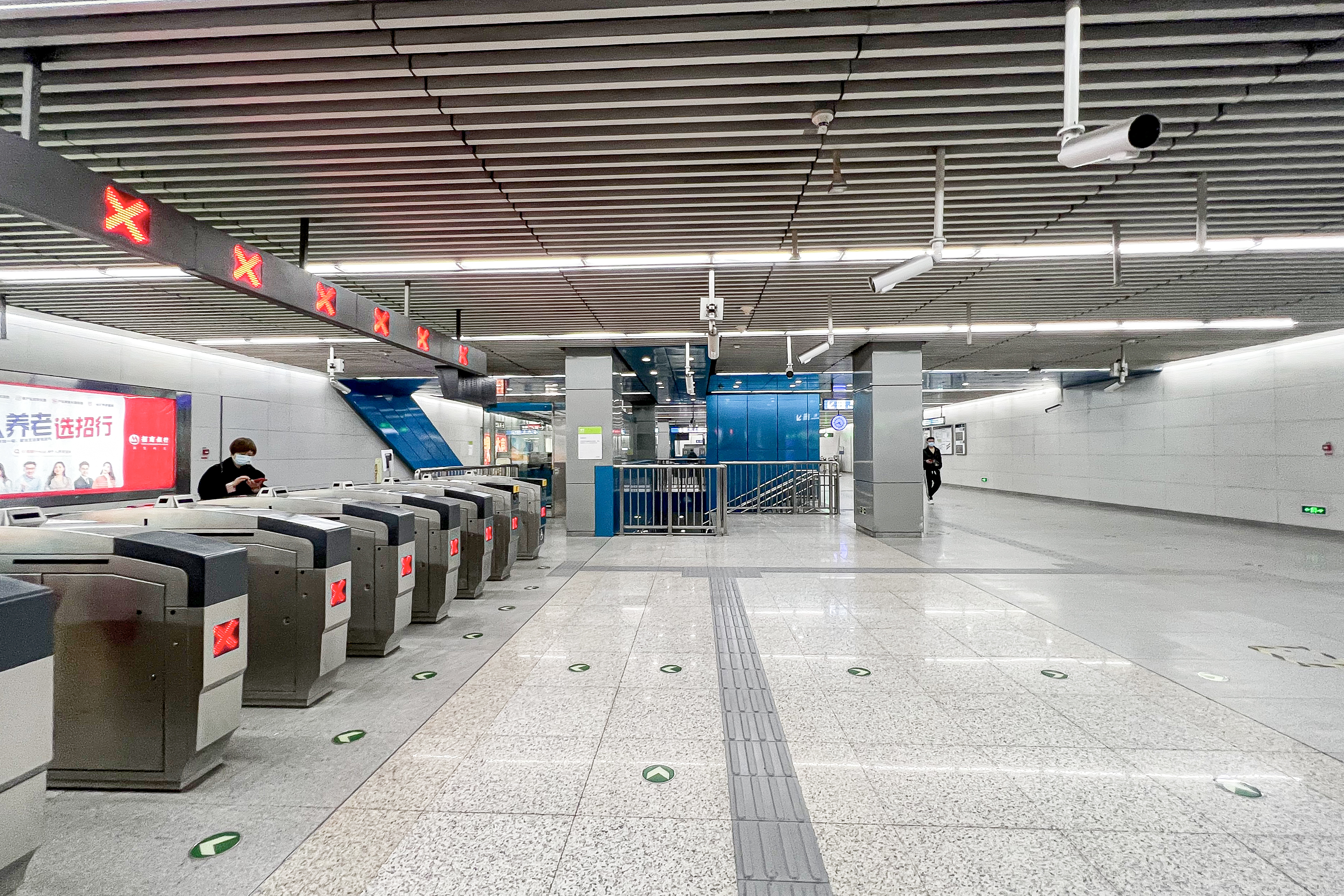
대합실

섬식 승강장으로 설계된 지하역이다. A(서북), B(동북), C(동남)의 3개의 출구가 있다. 역 밖에 버스 환승센터가 한 곳 있다.
| 지면층          | 지면                            | A-C출구                                      |
| 지하 1층        | 대합실                          | 고객 센터, 자동매표기, 개집표기              |
| 지하 2층 승강장 | ←                               | ■ 다싱선 안허차오 북 (4호선) 방면 (짜오위안) |
| 지하 2층 승강장 | 섬식 승강장, 왼쪽 출입문이 열림 |                                              |
| 지하 2층 승강장 | →                               | ■ 다싱선 톈궁위안 방면 (황춘시다제)          |

## 출구
|                         |                           | |      |             |  |
| 출구                    | 지시                      | 출구 인근 | 사진 | 무장애 시설 |  |
| 出口 · A                | 싱화 대가(兴华大街)(서측) | 국가 교육 행정학원, 베이징 인쇄학원 |      | 빈칸        |  |
| 出口 · B                | 싱화 대가(兴华大街)(동측) | 칭위안로 파출소 |      | 빈칸        |  |
| 出口 · C                | 싱화 대가(兴华大街)(동측) | 베이징시 런허 병원, 다싱구 제3유치원, 다싱구 제7 초등학교, 교사양성학교, 베이징시 다싱구 커뮤니티 칼리지, 국가세무총국 베이징시 다싱구 세무국 황춘 세무서 |      |             |  |
| 아이콘 설명: 엘리베이터 |                           | |      |             |  |